# Романські церкви з долини Буї
42°30′17″ пн. ш. 0°48′13″ сх. д. / 42.50472° пн. ш. 0.80361° сх. д.
30 листопада 2000 р. 9 католицьких церков — Св. Климента та Св. Марії Таульських, (кат. Sant Climent i Santa Maria de Taüll), Св. Феліу Баррерського (кат. Sant Feliu de Barruera), Св. Івана Буїського (кат. Sant Joan de Boí), Св. Аулалії з Аріль-ла-Баль (кат. Santa Eulàlia d'Erill la Vall), Св. Марії з Асумпсьйо-да-Коль (кат. Santa Maria de l'Assumpció de Cóll), Св. Марії Кардетської (кат. Santa Maria de Cardet), Церква Різдва з Дурру (кат. Església de la Nativitat de Durro) та Скит Св. Кірка з Дурру (кат. Ermita de Sant Quirc de Durro) — побудованих у романському каталонському стилі, які заходяться у долині Буї у районі (кумарці) Алта-Рібагорса, було проголошено спадком людства ЮНЕСКО.
| Код     | Назва                      | Розташування      | Координати                                                                |
| ------- | -------------------------- | ----------------- | ------------------------------------------------------------------------- |
| 988—001 | Церква Св. Фаліу           | Барруера          | 42°30′17.2″ пн. ш. 0°48′13.1″ сх. д. / 42.504778° пн. ш. 0.803639° сх. д. |
| 988—002 | Церква Св. Івана Буїського | Буї               | 42°31′41.7″ пн. ш. 0°50′01.0″ сх. д. / 42.528250° пн. ш. 0.833611° сх. д. |
| 988—003 | Церква Св. Марії           | Тауль             | 42°31′01.4″ пн. ш. 0°51′03.4″ сх. д. / 42.517056° пн. ш. 0.850944° сх. д. |
| 988—004 | Церква Св. Климента        | Тауль             | 42°30′59.6″ пн. ш. 0°50′59.4″ сх. д. / 42.516556° пн. ш. 0.849833° сх. д. |
| 988—005 | Церква Св. Марії           | Асумпсьйо-да-Коль | 42°26′35.3″ пн. ш. 0°44′43.9″ сх. д. / 42.443139° пн. ш. 0.745528° сх. д. |
| 988—006 | Церква Св. Марії           | Кардет            | 42°29′03.8″ пн. ш. 0°46′36.3″ сх. д. / 42.484389° пн. ш. 0.776750° сх. д. |
| 988—007 | Церква Різдва              | Дурру             | 42°30′09.9″ пн. ш. 0°49′19.1″ сх. д. / 42.502750° пн. ш. 0.821972° сх. д. |
| 988—008 | Скит Св. Кірка             | Дурру             | 42°30′08.6″ пн. ш. 0°49′25.3″ сх. д. / 42.502389° пн. ш. 0.823694° сх. д. |
| 988—009 | Св. Аулалії                | Аріль-ла-Баль     | 42°31′49.6″ пн. ш. 0°49′55.8″ сх. д. / 42.530444° пн. ш. 0.832167° сх. д. |

Ці споруди було побудовано між XI та XIV ст. у стилі, поширеному у той час у Ломбардії. Особливо цікавими є дзвіниці цих церков та настінні розписи, частина з яких зараз зберігається у Національному музеї мистецтва Каталонії у Барселоні.

## Фото

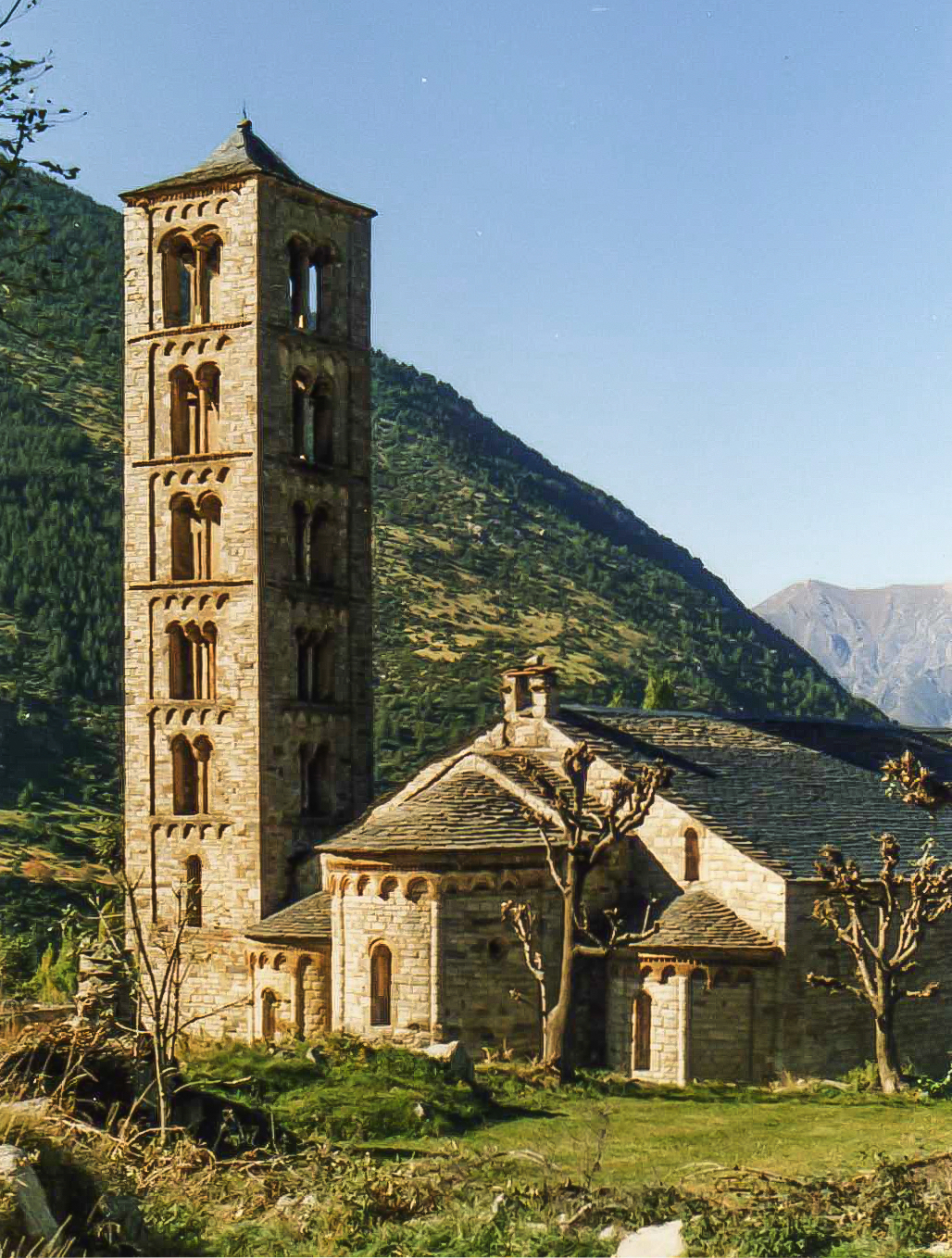
Церква Св. Климента Таульського
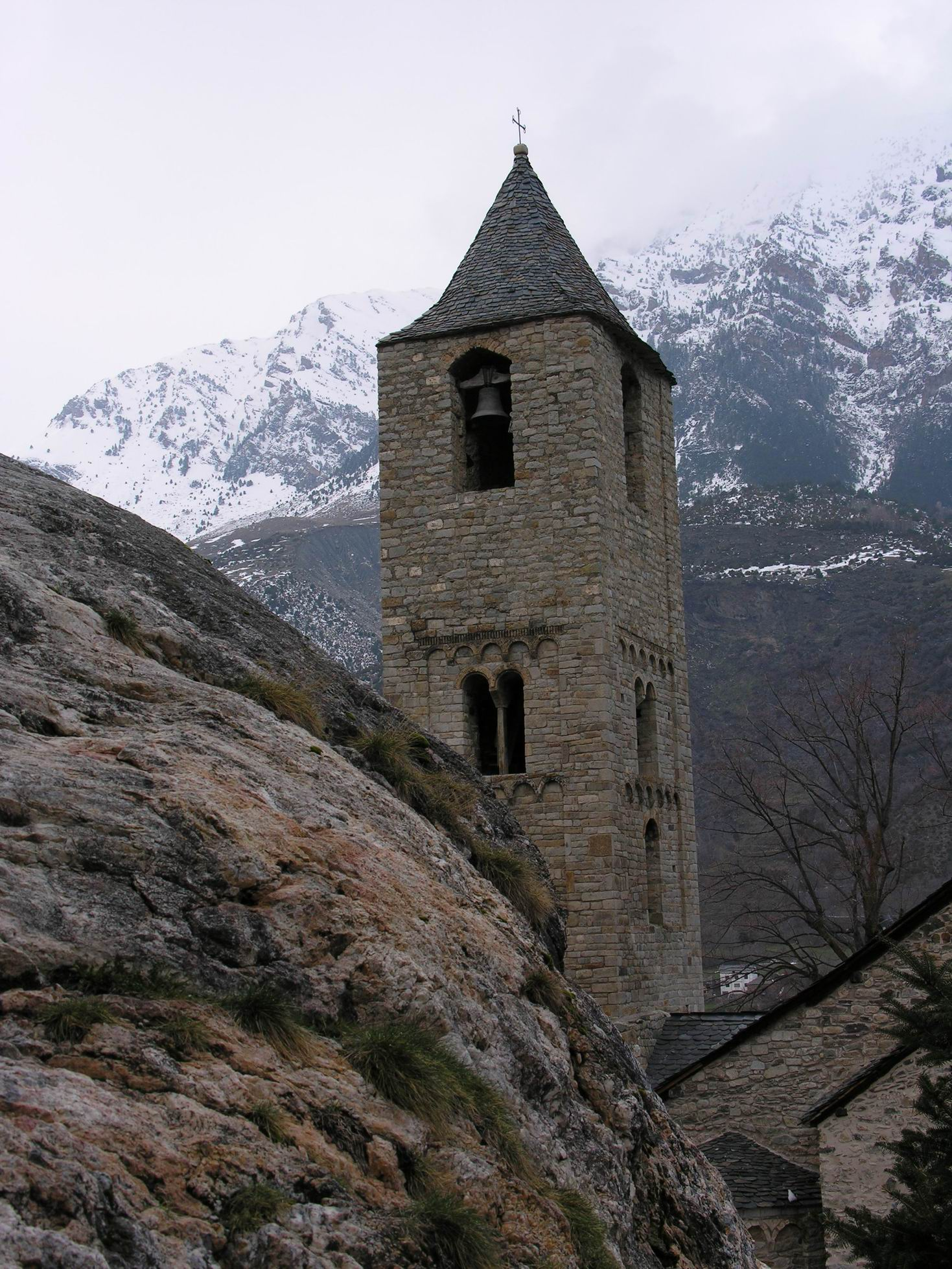
Церква Св. Івана Буїського
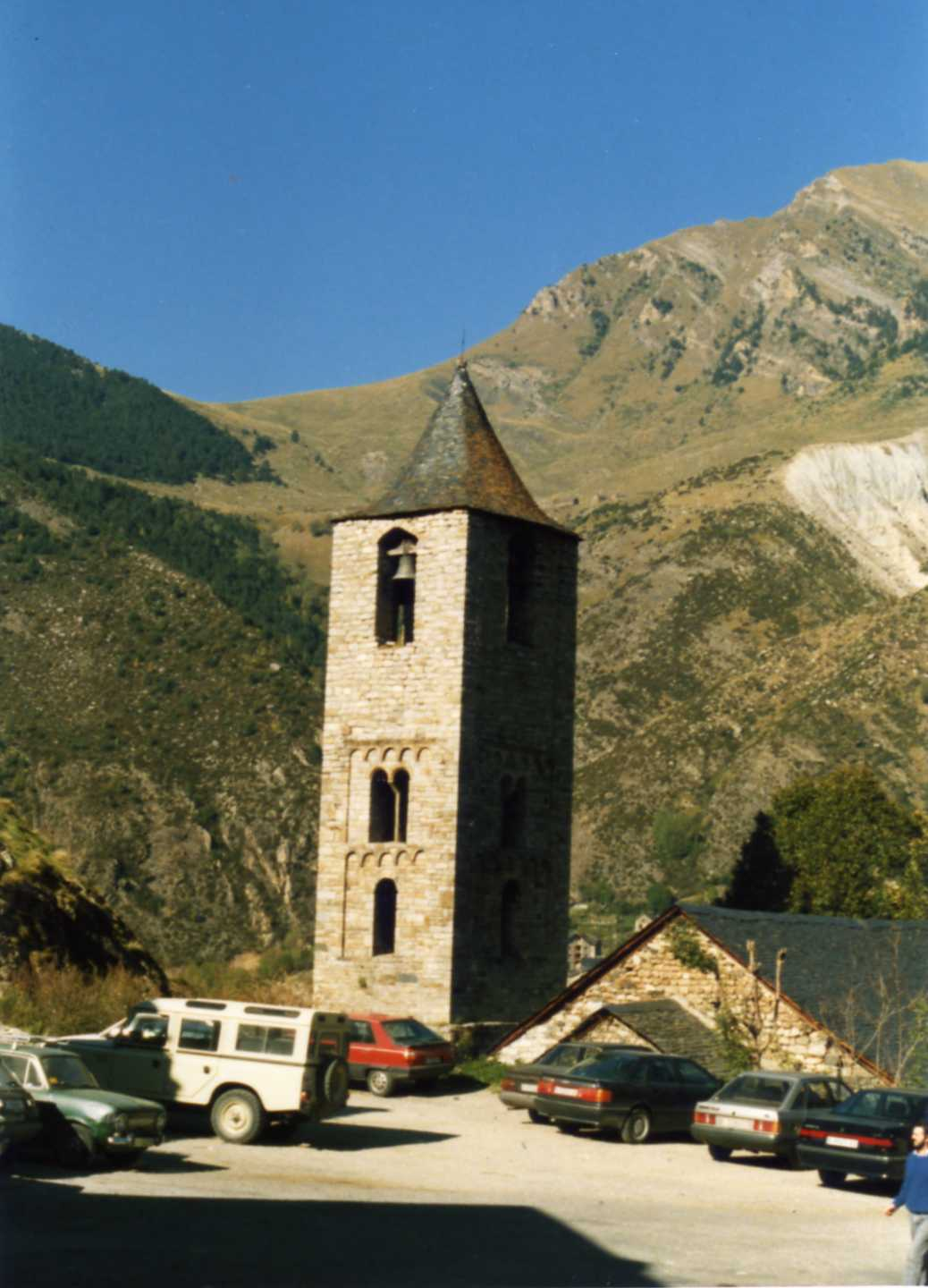
Дзвіниця церкви Св. Івана Буїського
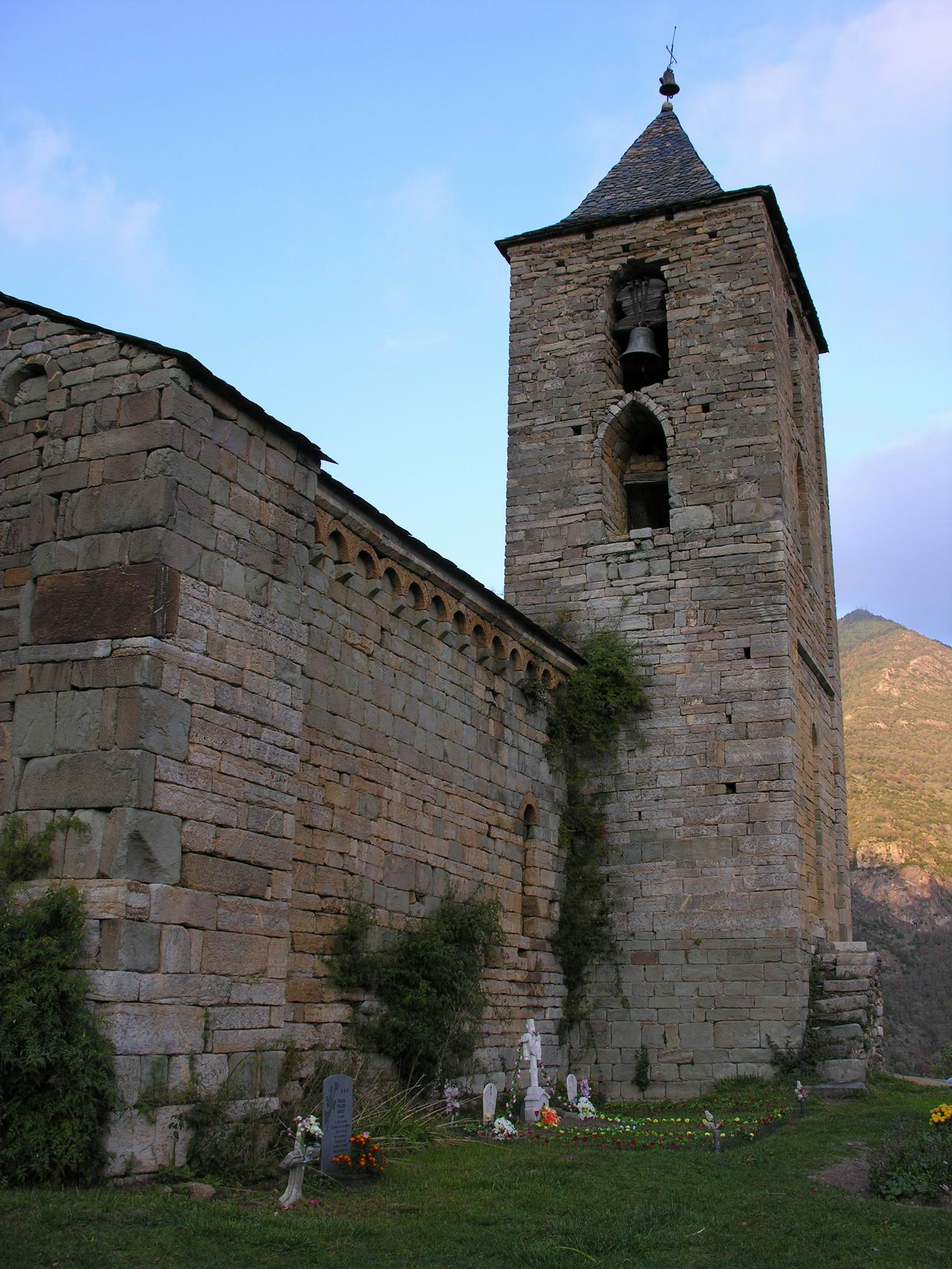
Церква Св. Марії з Асумпсьйо-да-Коль
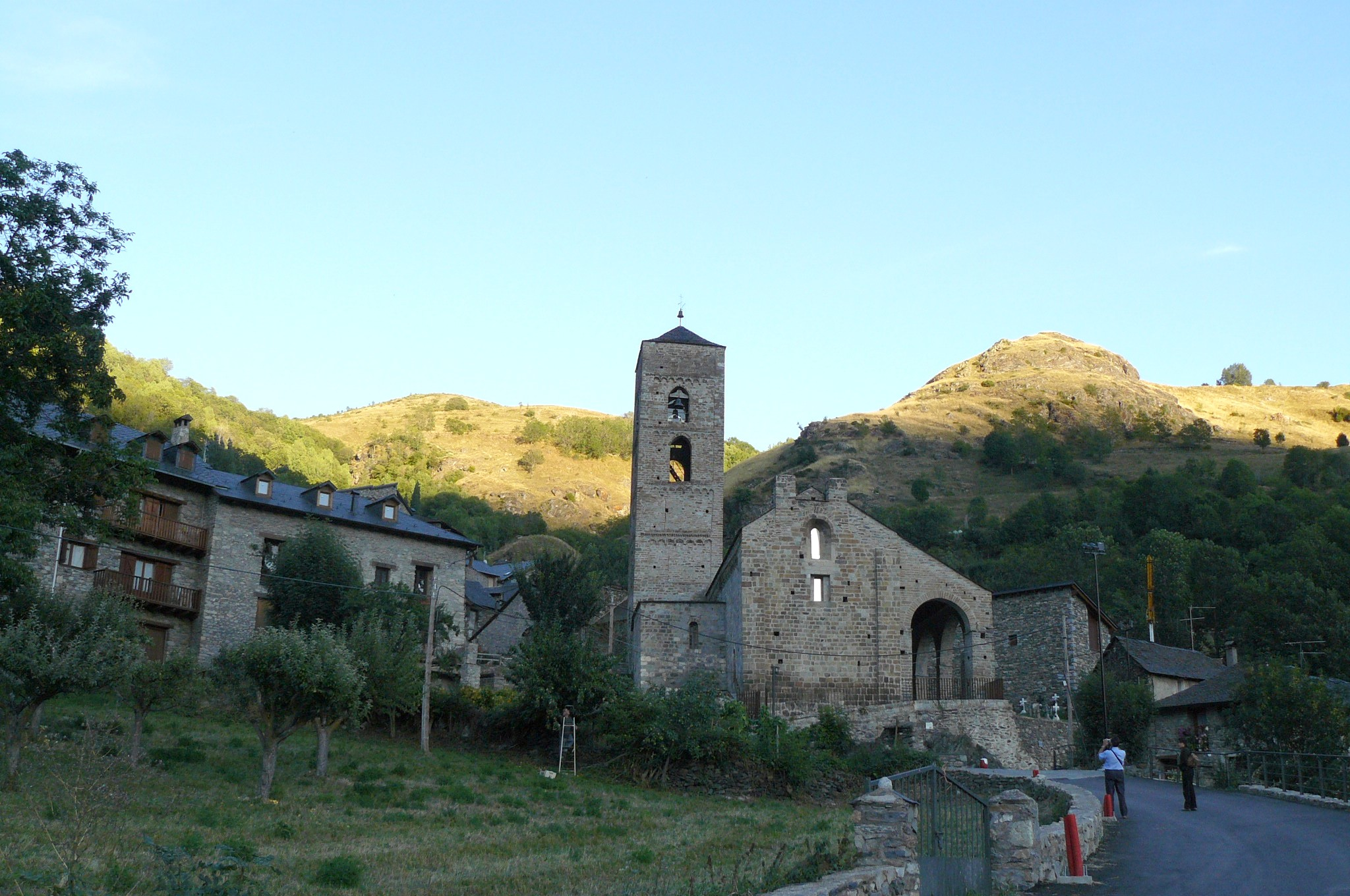
Церква Різдва з Дурру
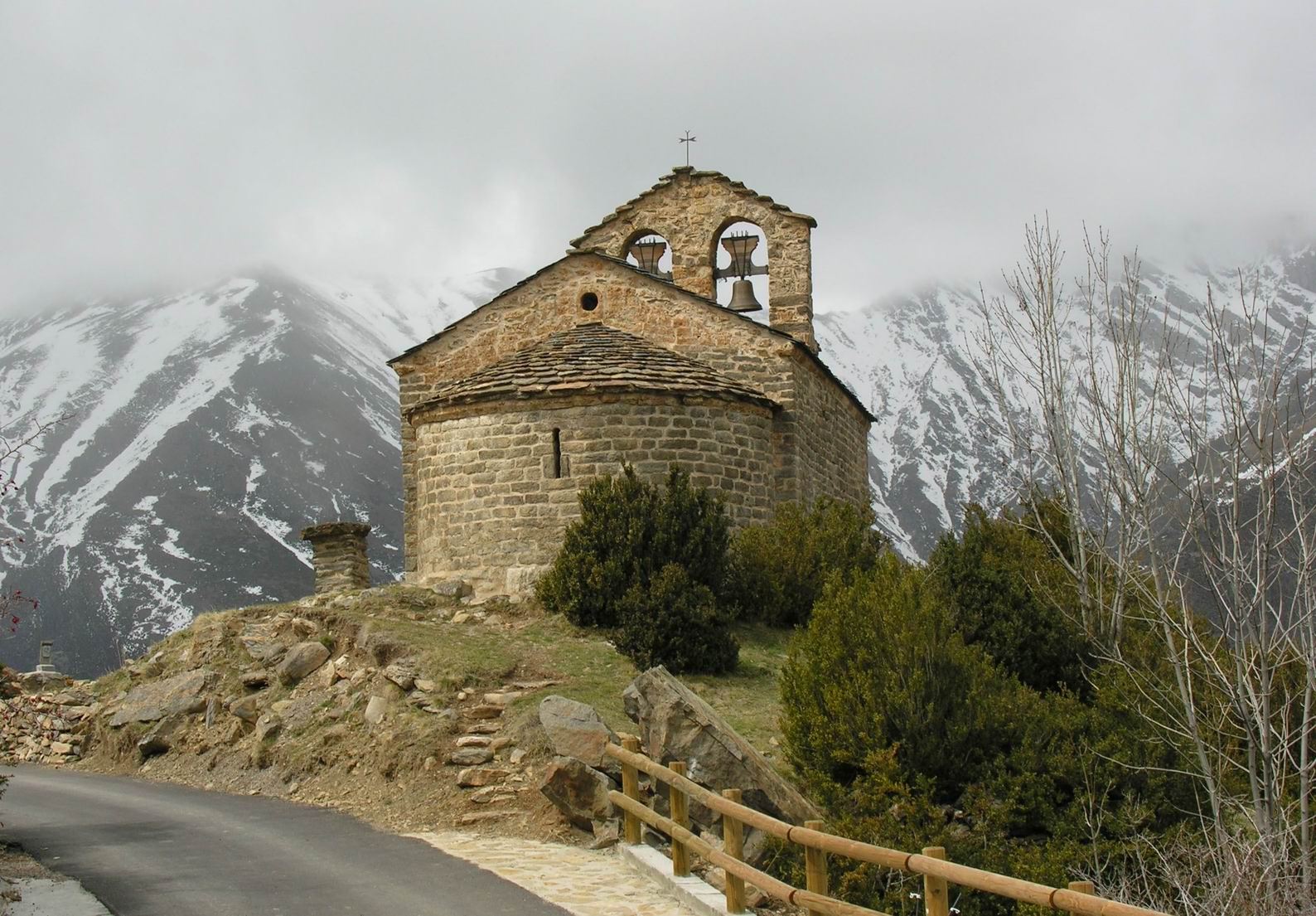
Скит Св. Кірка з Дурру
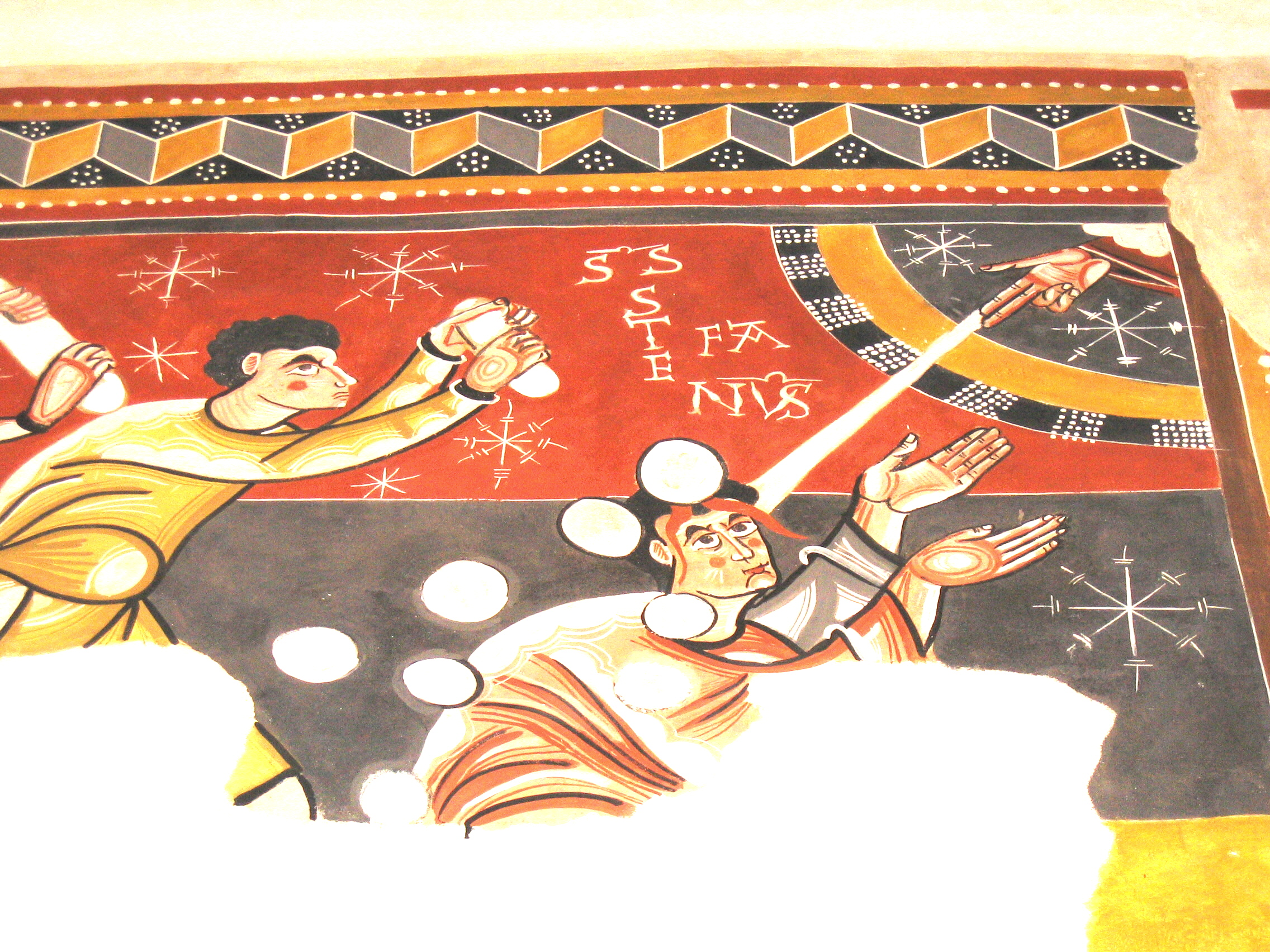
Церква Св. Івана Буїського, зображення Св. Степана